# Pindos
Pindos (řecky Πίνδος, Píndos, albánsky Malet e Pindit) je plošně největší řecké pohoří, ležící na severu země zasahující i do Albánie. Soustava horských celků tvořících jakousi páteř Řecka je 160 km dlouhá táhnoucí se severo-jižním směrem. Horopisně se masiv řadí do systému Helenid. Nejvyšším vrcholem je Smolikas (2637 m) ležící zcela na severu pohoří. 
Krajina Pindosu je velmi málo osídlena; v divokých a špatně přístupných horách však historicky nalezly útočiště některé významné národní, náboženské i etnografické menšiny Řecka – jako např. Arumuni (Kucovlaši), Sarakacani nebo řečtí Slované (Makedonci).

## Geografie
Centrální hřeben pohoří se prezentuje výrazným velehorským charakterem s ostře modelovanými horami, ledovcovými kary a hlubokými, dlouhými dolinami. Pohoří Pindos je složeno z několika samostatných horských celků. Na severu je to nejvyšší masiv Smolikas. Na něj na jihu navazuje skupina Tymfí v níž se nachází krasová náhorní plošina Astraka, která je známá především kaňonem řeky Vikos. Dalším celkem navazujícím na Smolikas na jihu je plošně neveliké horstvo Aigo. Jediný silniční přechod pohoří vede průsmykem Katara (1690 m), který rozděluje masiv na dvě části. Za tímto sedlem směrem na dále na jih se rozkládá skupina Lakmos s nejvyšší horou Peristen (2295 m). Samostatná skupina Athamanon je významnou turistickou oblastí. Na jihovýchodě Pindu nalezneme masivy Oros Oiti, svažující se takřka až k hladině moře, Karava a další menší, méně významné hřebeny a horská uskupení.

## Vrcholy
- Smolikas (2637 m)
- Astraka (2497 m)
- Athamanon (2469 m)
- Peristen (2295 m)
- Vutsikaki (2187 m)
- Karava (2184 m)
- Aigo (2177 m)
- Oeta (2152 m)

## Přírodní zajímavosti
Kaňon řeky Vikos je charakteristický svými svislými stěnami. Řeka je povětšinou napájená vodami z tajícího sněhu. Největší hloubka je kolem 1 km. Šířka u dna od 40 do 150 metrů. Krasová planina je na svých okrajích rozbrázděna mnoha hlubokými roklemi. Jedinečným přírodním úkazem je propast Provatina (hloubka 405 m). Svou hloubkou se kaňon řadí na čtvrté místo v Evropě (po kaňonu řeky Neretva v Bosně, kaňonu řeky Tara v Černé Hoře a kaňonu řeky Rakitnica v Bosně). V blízké propasti Epos bylo dokonce objeveno podzemní jezero (hloubka 469 m).

## Ochrana přírody

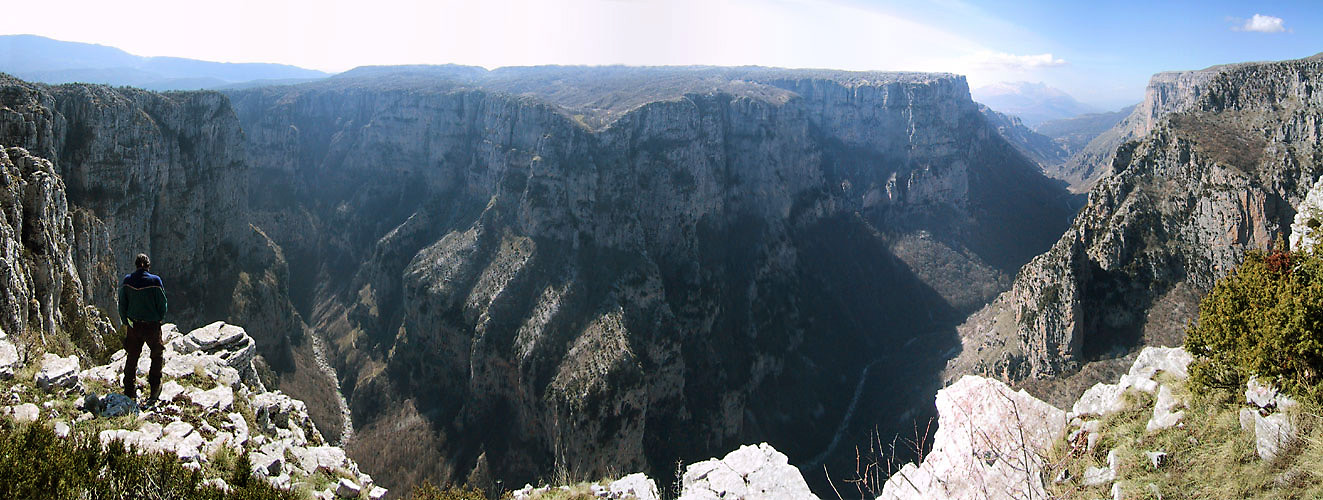
Národní park Vikos-Aoos, kaňon Vikos

V masivu Pindos byly vyhlášeny dva národní parky, které chrání původní, jen minimálně člověkem narušenou přírodu.
Národní park Pindos se nachází severovýchodně od silničního průsmyku Katara a byl vyhlášen v roce 1966. Rozloha parku činí 3360 ha a ochranným pásmem 63 780 ha. Chrání zejména jedinečné porosty jedle řecké (Abies cephalonica) a velký potenciál původní fauny. Jejími zástupci jsou zde např. medvěd, jenž je zde dokonce přemnožen. Většinu plochy pokrývají lesy a na severu a jihu parku jsou to hole využívané jako pastviny.
Národní park Vikos-Aoos má rozlohu 3360 ha s ochranným pásmem 12 000 ha. Byl vyhlášen v roce 1973. Leží v prostoru mezi vodními toky Aoos a Vikos. Do této oblasti patří planina Astraka, masiv Tymfí a celý kaňon Vikos i s propastí Provatina. V roce 2007 byl zařazen do sítě geoparků UNESCO.